# Clistopyga sziladyi
Clistopyga sziladyi är en stekelart som beskrevs av Kiss 1959. Clistopyga sziladyi ingår i släktet Clistopyga och familjen brokparasitsteklar. Inga underarter finns listade i Catalogue of Life.